# STS-41
STS-41 (ang. Space Transportation System) – jedenasta misja wahadłowca kosmicznego Discovery. Głównym celem wyprawy było dostarczenie na orbitę bezzałogowej sondy kosmicznej Ulysses, przeznaczonej do badania rejonów biegunowych Słońca. Był to trzydziesty szósty lot programu lotów wahadłowców.

## Załoga[1]
- Richard Richards (2)*, dowódca
- Robert Cabana (1), pilot
- William Shepherd (2), specjalista misji
- Bruce Melnick (1), specjalista misji
- Thomas Akers (1), specjalista misji

*(liczba w nawiasie oznacza liczbę lotów odbytych przez każdego z astronautów)

## Cel misji
Wyniesienie sondy kosmicznej Ulysses, która dokładnie zbadała naszą macierzystą gwiazdę – Słońce. Między innymi po raz pierwszy uzyskano informacje o jej biegunach.

## Parametry misji
- Masa:
  - startowa orbitera: 117 749 kg
  - lądującego orbitera: 89 298 kg
  - ładunku: 21 473 kg
- Perygeum: 300 km
- Apogeum: 307 km
- Inklinacja: 28,45°
- Okres orbitalny: 90,6 min